# Жирарден, Сесиль Станислав Ксавье де
Сесиль Станислав Ксавье де Жирарден (фр. Cécile Stanislas Xavier de Girardin, 19 января 1762, Люневиль — 26 февраля 1827, Париж) — граф, французский политик и публицист, старший сын Рене Луи де Жирардена.
Воспитывался под влиянием Руссо. Участвовал в Учредительном собрании; изначально был сторонником левой партии, но, опасаясь анархии, перешёл в стан правых и в 1792 году защищал конституционную монархию. Это стало причиной его заточения в темницу, где он пробыл до падения Робеспьера. Во время Империи и Реставрации был префектом, позже — членом палаты депутатов. Написал:
- Lettre sur la mort de J. J. Rousseaù (1824),
- Mémoires, journal et souvenirs (1828).